# Джиджелава, Шота Фёдорович
Шота Фёдорович Джиджелава (1927 год, село Гумиста, ССР Абхазия) — бригадир колхоза имени Руставели Сухумского района, Абхазская АССР, Грузинская ССР. Герой Социалистического Труда (1950).

## Биография
Родился в 1927 году в крестьянской семье в селе Гумиста Абхазской ССР.
В послевоенное время возглавлял табаководческое звено в местном колхозе имени Руставели Сухумского района, председателем которого был Романоз Данилович Джобава.
В 1949 году бригада под его руководством собрала в среднем с каждого гектара по 17,2 центнера табачного листа сорта «Самсун № 27» на участке площадью 13,2 гектара. Указом Президиума Верховного Совета СССР от 6 октября 1950 года удостоен звания Героя Социалистического Труда за «получение высоких урожаев табака в 1949 году» с вручением ордена Ленина и золотой медали «Серп и Молот» (№ 5603).
Этим же указом званием Героя Социалистического Труда были награждены председатель Романоз Данилович Джобава, труженики колхоза бригадиры Арут Киракосович Аведисян, Ованес Саакович Капикян, звеньевые Дзагик Амбарцумовна Боджолян, Леван Спиридонович Джиджелава, Аревалус Давидовна Салуквадзе и Зварт Киракосовна Устьян.
За выдающиеся трудовые достижения по итогам работы в 1977 году был награждён орденом Трудового Красного Знамени.
После выхода на пенсию проживал в родном селе Гумиста Сухумского района.
Награды
- Герой Социалистического Труда
- Орден Ленина
- Орден Трудового Красного Знамени (22.02.1978)